# Kostel svatého Antonína Paduánského (Liberec)
Kostel svatého Antonína Paduánského v Liberci – Ruprechticích je pseudogotickou sakrální stavbou. Je chráněn jako kulturní památka České republiky.

## Historie

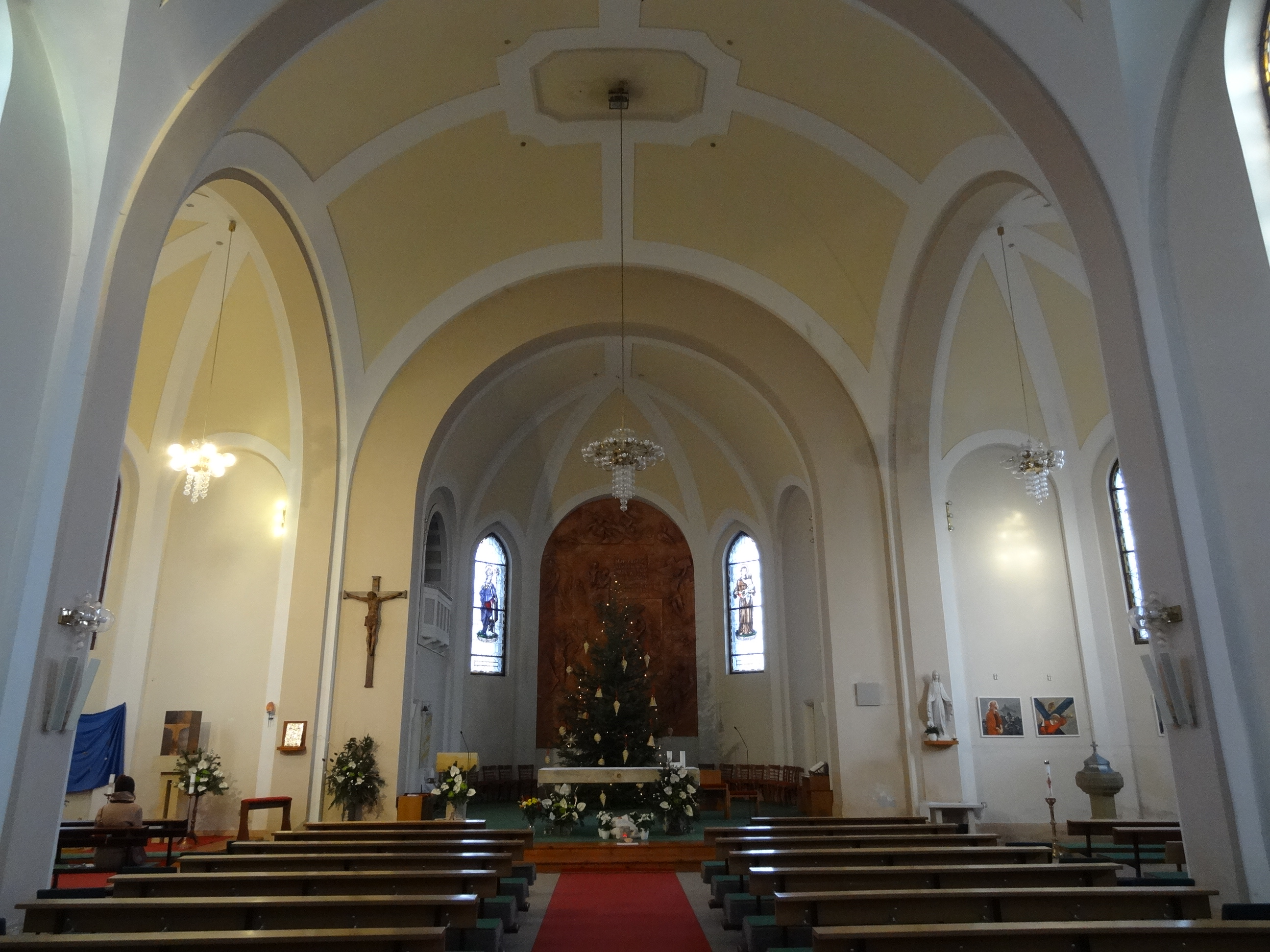
Presbytář kostela v Ruprechticích

Chrám byl postaven v letech 1908–1910. Jeho stavba byla reakcí na zvýšení počtu obyvatelstva, kdy kolem roku 1900 žilo v Ruprechticích a jeho okolí téměř čtyři tisíce obyvatel, tehdy převážně římskokatolického vyznání. I když secesní poutní kostel Panny Marie U obrázku nebyl daleko, zůstávala snaha o stavbu kostela v centru obce. Iniciátorem stavby byl „Spolek pro postavení kostela v Ruprechticích“, který od konce 19. století shromažďoval prostředky na tuto stavbu.
Stavbu vyprojektovala liberecká kancelář Maxe Kühna (1877–1944) a Heinricha Fanty (1877–1941). Kostel byl postaven na návrší jižně od vznikajícího ruprechtického náměstí. Kostel slavnostně vysvětil litoměřický biskup Josef Gross 18. září 1910. Poté v roce 1911 vznikla samostatná farnost Ruprechtice-Kateřinky.
Po II. světové válce došlo k vysídlení většiny německy mluvících farníků a nově příchozí obyvatelé z českého vnitrozemí k sakrální stavbě neměli vztah.
Pravidelně se v něm složily mše pro Ruprechtice a Kateřinky do roku 1950, kdy se začaly mše sloužit řidčeji z důvodu tlaku totalitní moci. Od roku 1957 se kostel stal terčem vandalů. V roce 1960 byl objekt zapůjčen Severočeskému museu jako depozitář. V roce 1960 byla uzavřena smlouva o padesátiletém užívání kostela i fary okresním archivem. Do kostelní lodi byla vložena ocelová konstrukce regálů a výtahu, aby se vytvořil depot archiválií. Toto nové využití ovšem uchránilo objekt od další devastace, byla zajištěna základní údržba a provoz. Archiv zamýšlel počátkem 80. let 20. století provést přístavbu v zahradě fary, která se však nerealizovala. V roce 1990 převzali správu ruprechtické farnosti františkáni. Roku 1992 se vystěhoval archivní depozitář a začala postupná obnova kostela. Pro oltářní stěnu vytvořil kompozici z reliéfních biblických výjevů Dějiny spásy akademický sochař Roman Podrázský. Tato lunetová stěna o rozměru cca 6x4m patří k jeho uměleckým vrcholům. Po opravě byl kostel 12. června 1994 znovuposvěcen litoměřickým biskupem Josefem Kouklem a byly obnoveny bohoslužby.
Duchovní správci kostela jsou uvedeni na stránce: Římskokatolická farnost Liberec-Ruprechtice.

## Architektura
Stavba je obdélná jednolodní s opěráky a hrotitými okny. Presbytář je polygonálně uzavřený. Kostel má příčnou loď u které je hranolová věž. S farou, která pochází z období stavby kostela, je propojen arkádovou chodbou. Dohromady pak fara i kostel tvoří jednotně řešený soubor. Uvnitř je kostel valeně sklenut, okna zdobí vitráže oblíbených světců.

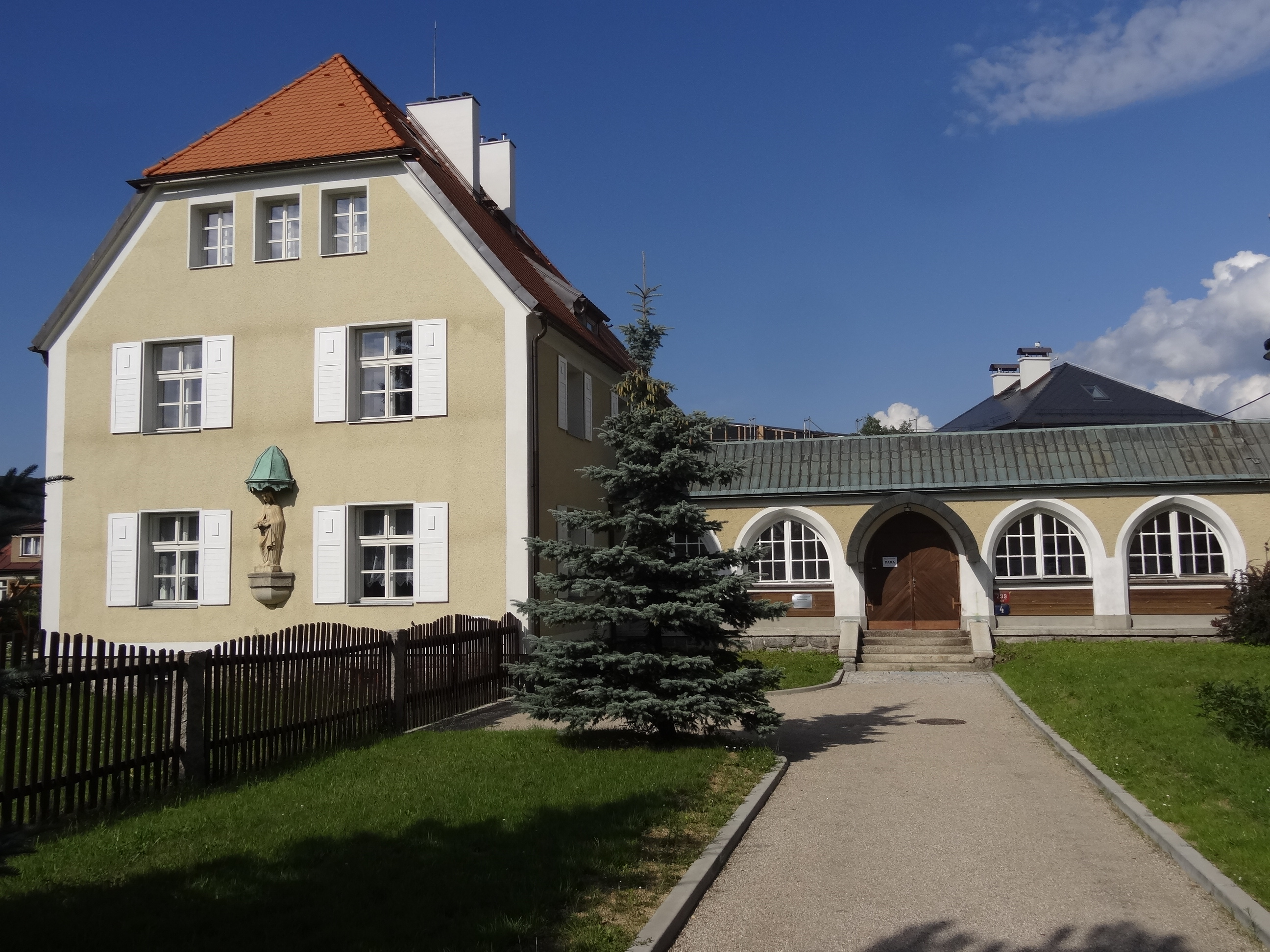
Fara u kostela v Ruprechticích